# 13-й отдельный гвардейский разведывательный артиллерийский дивизион
13-й отдельный гвардейский разведывательный артиллерийский Свирский дивизион Резерва Главного Командования — воинское формирование Вооружённых Сил СССР, принимавшее участие в Великой Отечественной войне.
Сокращённое наименование — 13-й огв.радн РГК.

## История
Переформирован из  разведывательного артиллерийского дивизиона  1 гв. кабр
Карельского фронта  7 сентября 1944 года  .                                                                    
В действующей армии с 8.10.1944 по 09.05.1945 и с 9.08.1945 по 03.09.1945.
В ходе Второй Мировой войны вёл артиллерийскую разведку в интересах артиллерийских частей и соединений 6 гв. адп, 2-го Прибалтийского и Забайкальского фронтов.

## Состав
- Штаб
- Хозяйственная часть
- 1-я батарея звуковой разведки (1-я БЗР)
- 2-я батарея звуковой разведки (2-я БЗР)
- батарея топогеодезической разведки (БТР)
- взвод оптической разведки (ВЗОР)
- фотограмметрический взвод (ФГВ)
- хозяйственный взвод

## Подчинение
| Дата                | Фронт                   | Армия                    | Корпус  | Дивизия   | Бригада | Примечания |
| ------------------- | ----------------------- | ------------------------ | ------- | --------- | ------- | ---------- |
| 8.10.44 -14.11.44г. | 2-й Прибалтийский фронт | -                        | -       | 6 гв. адп | -       | -          |
| 15.10.44 -1.11.44г  | 2-й Прибалтийский фронт | 42-я армия               | -       | 6-я адп   | -       | -          |
| 1.11.44-30.12 44г.  | 2-й Прибалтийский фронт | -                        | -       | 6 гв. адп | -       | -          |
| 1.01.45.-1.04.45г   | 2-й Прибалтийский фронт | 10-я гв. армия           | -       | 6 гв. адп | -       | -          |
| 1.04.45-9.5.45г     | Ленинградский фронт     | Курляндская группа войск | -       | 6 гв. адп | -       | -          |
| 1.08.45.-9.08.45г   | Забайкальский фронт     | 39-я армия               | 5-й акп | 6 гв. адп | -       | -          |
| 9.08.45.-3.09.45г   | Забайкальский фронт     | -                        | 5-й акп | 6 гв. адп | -       | -          |

## Командование дивизиона
Командир дивизиона
- гв. капитан, гв. майор Миролюбов Виктор Михайлович

Начальник штаба дивизиона
- гв. капитан Погребной
- гв. капитан Джима Василий Петрович

Заместитель командира дивизиона по политической части
- гв. капитан Галегов Артём Антонович

Помощник начальника штаба дивизиона
- гв. ст. лейтенант Федоренко Иван Филиппович

Помощник командира дивизиона по снабжению

## Командиры подразделений дивизиона
Командир 1-й БЗР
- гв. ст. лейтенант Мельчаков Борис Ефимович

Командир 2-й БЗР
- гв. лейтенант Матюшин Виктор Михайлович
- гв. лейтенант Евстафьев Вадим Иванович

Командир БТР
- гв. ст. лейтенант, гв. капитан Джима Василий Петрович

Командир ВЗОР
- гв. лейтенант Даниленко Евгений Григорьевич

Командир ФГВ
- гв. мл. лейтенант Фомин Сергей Данилович

## Награды и почётные наименования
| Награды и наименования         | дата            | за что получена |
| ------------------------------ | --------------- | --- |
| Почётное звание «Гвардейский»  | февраль 1942 г. | При формировании в составе 1 гв. кабр |
| Почетное наименование Свирский | 2.07.1944 г.    | присвоено приказом Верховного Главнокомандующего № 0174 от 2 июля 1944 года за отличие в боях с немецко-финскими захватчиками при форсировании реки Свирь и прорыве сильно укреплённой обороны противника (в составе 1 гв. кабр) |